# Route départementale 968 (Tarn)
Pour les articles homonymes, voir Route départementale 968.
La route départementale 968 (ou D968) est une route départementale du Tarn reliant l'autoroute A68 et l'ancienne nationale 664 (D964), aux anciennes nationales 88 (D988) et 99 (D999), en contournant la ville de Gaillac.
Contrairement à la plupart des routes départementales numérotées entre 900 et 999 dans le Tarn, la D968 n'est pas une ancienne route nationale.

## Historique

### Chronologie
- 1987 : Mise en service
- 1997 (26 août) : Suppression du statut de route à accès réglementé[1]

## Tracé
- Croisement avec la D964
- Début de la D968
- Carrefour giratoire entre D968, A68 (direction Albi) et ZA des Xansos
- Carrefour giratoire entre D968, A68 (direction Toulouse) et chemin de Campmas
- Carrefour giratoire entre D968 et D13
- D87 : Gaillac (St-Michel), Montans, Cordes
- Pont enjambant le Tarn
- Fin de la D968
- Carrefour giratoire entre D968, D988 et D999